# Dreifaltigkeitsikone

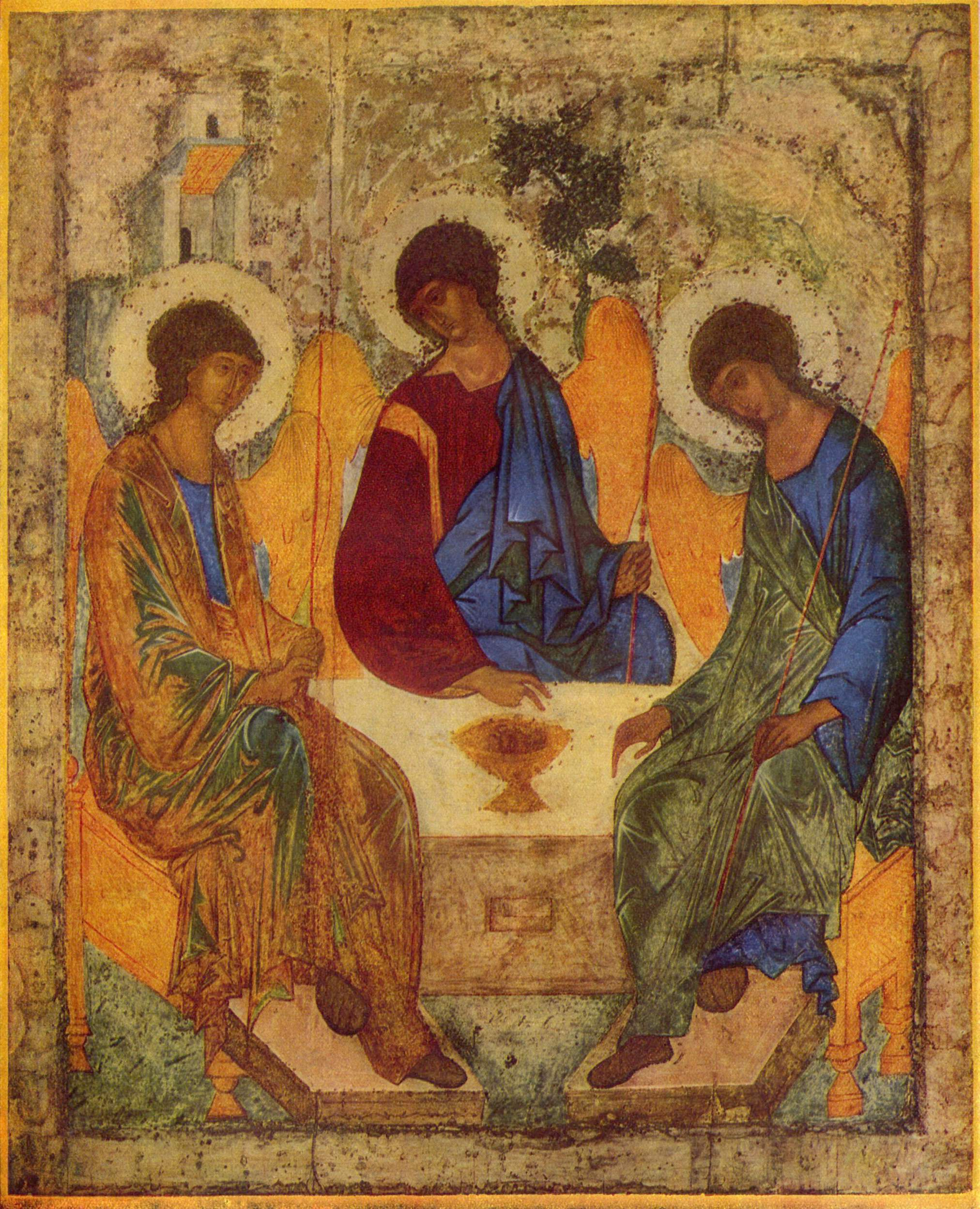
Dreifaltigkeitsikone von Andrej Rubljow

Die Dreifaltigkeitsikone (russisch троица, wiss. Transliteration troica) von Andrei Rubljow gilt als einer der Höhepunkte der russischen Malerei. Das gleiche Motiv findet sich auch auf zahllosen weiteren Ikonen im ganzen orthodoxen Bereich.

## Geschichte
Das etwa 1411 als Auftrag für das Dreifaltigkeitskloster von Sergijew Possad entstandene Gemälde ist 142 cm × 114 cm groß. Das Meisterwerk der Ikonenmalerei ist gleichzeitig eine Theologie in Farbe. Die Darstellung der Dreifaltigkeit durch Rubljow wurde 1551 von einer Moskauer Synode als dogmatisch vorbildlich und verbindlich bezeichnet.

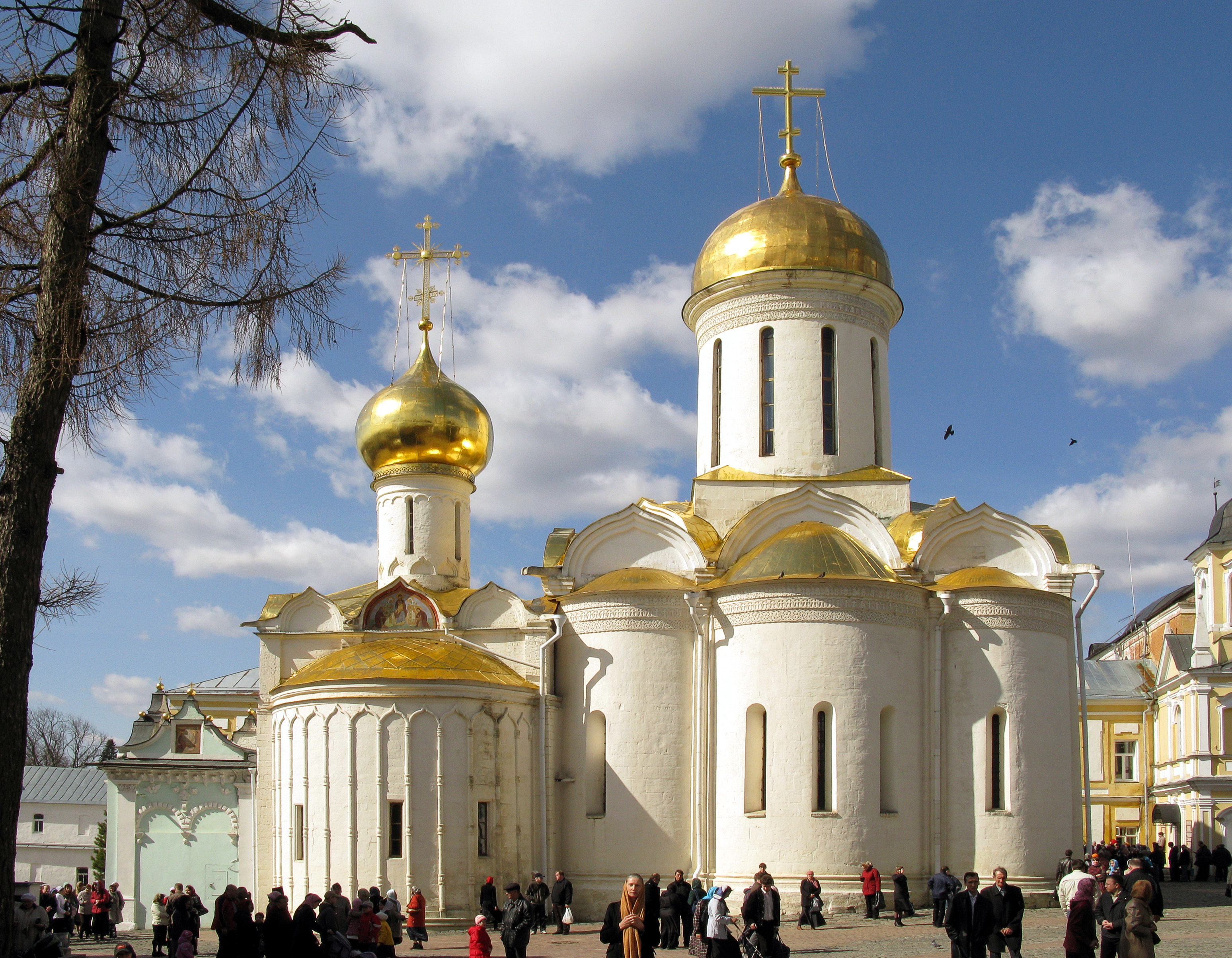
Dreifaltigkeitskathedrale im Dreifaltigkeitskloster in der Stadt Sergijew Possad

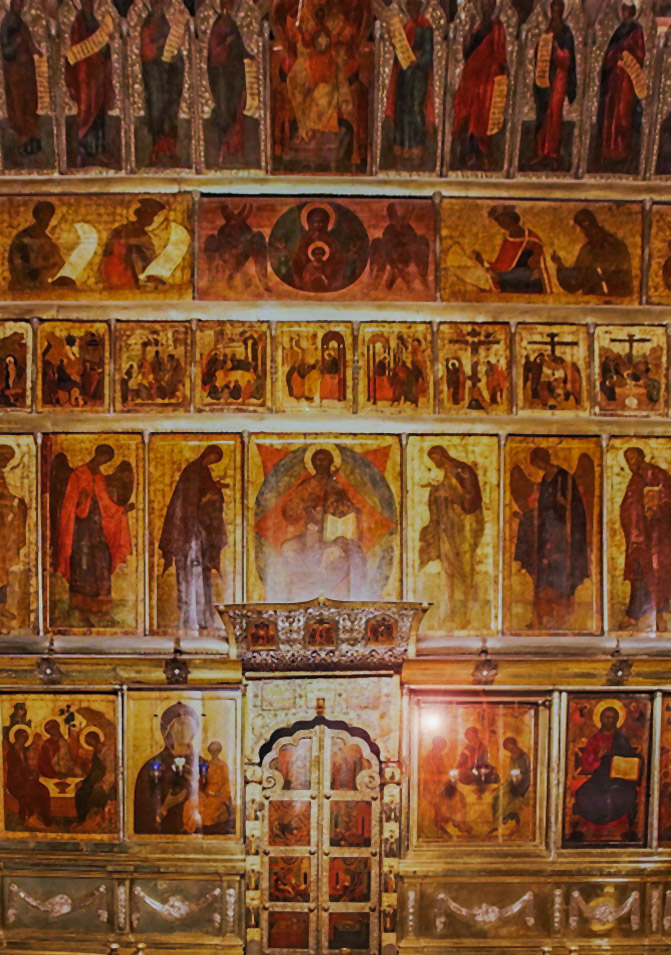
Ikonostase der Dreifaltigkeitskathedrale mit der Dreifaltigkeitsikone rechts neben der königlichen Tür

Bis 1929 war es Teil der Ikonostase der Dreifaltigkeitskathedrale im
Dreifaltigkeitskloster in der Stadt Sergijew Possad. Die Ikone war seitdem – mit kurzen Unterbrechungen – in der Tretjakow-Galerie in Moskau ausgestellt und wurde im Juli 2022, trotz schärfster Proteste seitens der Tretjakow-Galerie, der Russischen Orthodoxen Kirche zurückgegeben (Genaueres siehe am Ende dieses Abschnitts).
Das Thema der Dreifaltigkeit war um das Jahr 1400 von aktueller Bedeutung, da es Ende des 14. Jahrhunderts religiöse Bewegungen, insbesondere die der Strigolniki gab, die die Gleichheit der drei Gestalten der Dreifaltigkeit nicht anerkannten. Den Auftrag die Dreifaltigkeitsikone zu malen erhielt Andrej Rublew von Nikon von Radonesch (1355–1426), dem Abt des Klosters der Dreifaltigkeit. Nikon von Radonesch war der Schüler und Nachfolger von Sergius von Radonesch, dem Gründer des Klosters.
Die Fertigstellung der Dreifaltigkeitsikone wird auf das Jahr 1411 datiert als der Abt Nikon anstelle einer von Tataren (unter Khan Edigei) im Jahr 1408 niedergebrannten Holzkirche eine neue Kirche, ebenfalls aus Holz, bauen ließ, die am 25. September 1411 geweiht wurde. An ihrem Platz wurde später die steinerne Dreifaltigkeitskathedrale errichtet, in der Andrei Rubljow zusammen mit Daniil Tschorny den Auftrag zur Ausmalung mit – heute nur noch wenig erhaltenen – Fresken in den Jahren 1425 bis 1427 ausführte und die bis heute weitgehend erhaltene Ikonostase schuf. Aus diesem Grunde werden alternativ zum wahrscheinlichen Entstehungsjahr 1411 der Dreifaltigkeitsikone auch die Jahre 1425 bis 1427 als möglich angegeben.

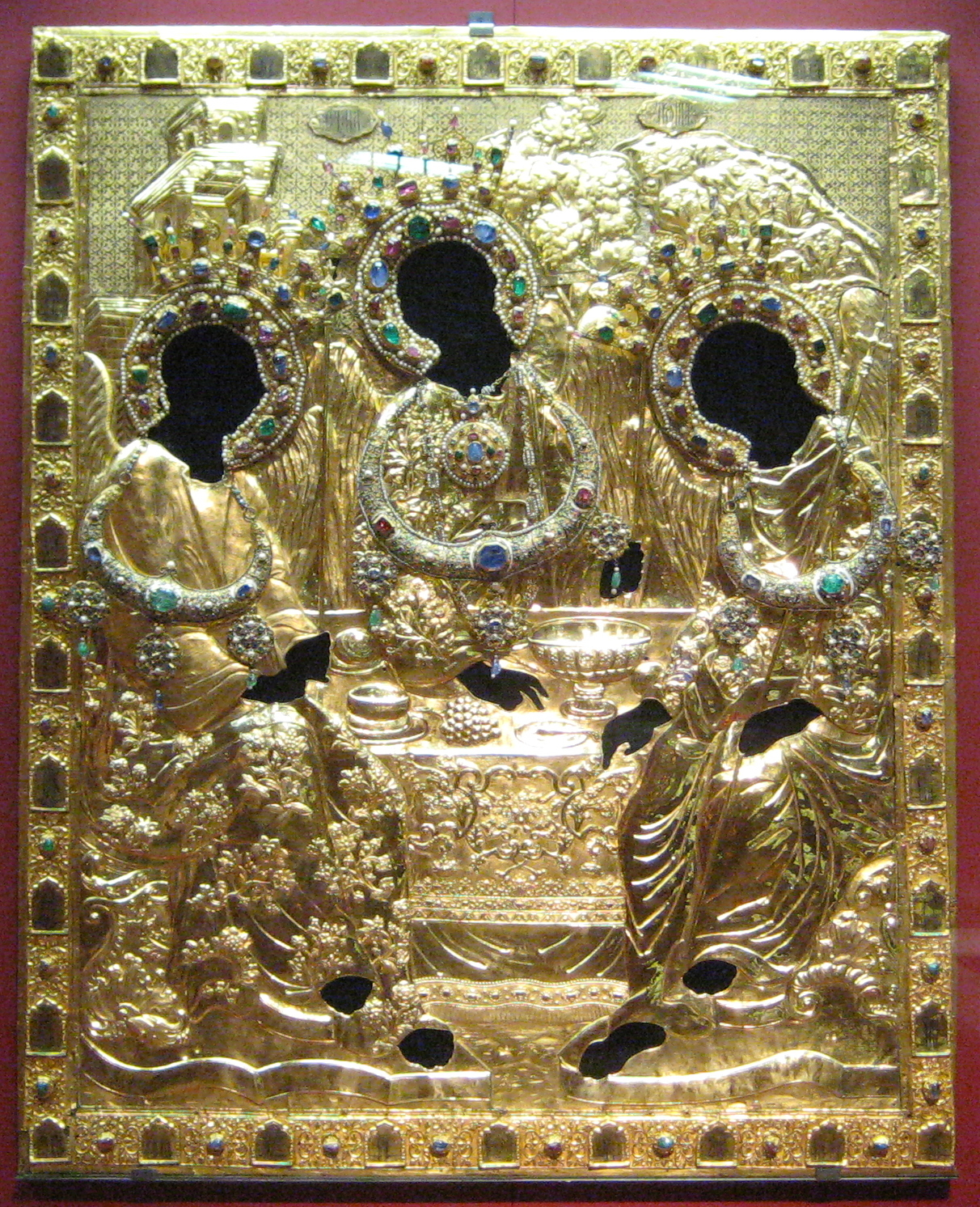
Die von Boris Godunow Ende des 16. Jahrhunderts gestiftete Riza (Gold- und Silber-Abdeckung) für die Dreifaltigkeitsikone mit Edelsteinen und Perlen

Zum Schutz vor äußeren Einwirkungen, insbesondere von Kerzen- und Öllampen, erhielt die Dreifaltigkeitsikone – wie häufig bei wertvollen Ikonen –
seit dem 16. Jahrhundert bis 1905 eine Metall-Abdeckung in kunstvoller Flachrelief-Technik aus Gold oder Silber, später auch mit Emaille und Edelsteinen geschmückt, eine sogenannte Riza (russisch риза, „Gewand“). Derartige Dekorierungen wurden für die Dreifaltigkeitsikone 1575 von Iwan IV. (Iwan dem Schrecklichen) und im Jahr 1600 bzw. 1625 von den Zaren Boris Godunow und Michail Fjodorowitsch gestiftet. Diese Riza sind heute im Sergiev Posad Museum-Reserve ausgestellt. Bis 1904 waren von der Dreifaltigkeitsikone durch die Abdeckung mit der Riza nur die Gesichter und Hände öffentlich sichtbar.
Die Ikone wurde mehrmals erneuert bzw. restauriert, insbesondere 1905 und 1918. Dabei wurden im ersten Arbeitsschritt die Riza und die dunkelnden Firnisschichten, die traditionell mit trocknendem (Lein-)Öl oder Ölharzlack auf Ikonen aufgebracht werden, entfernt.

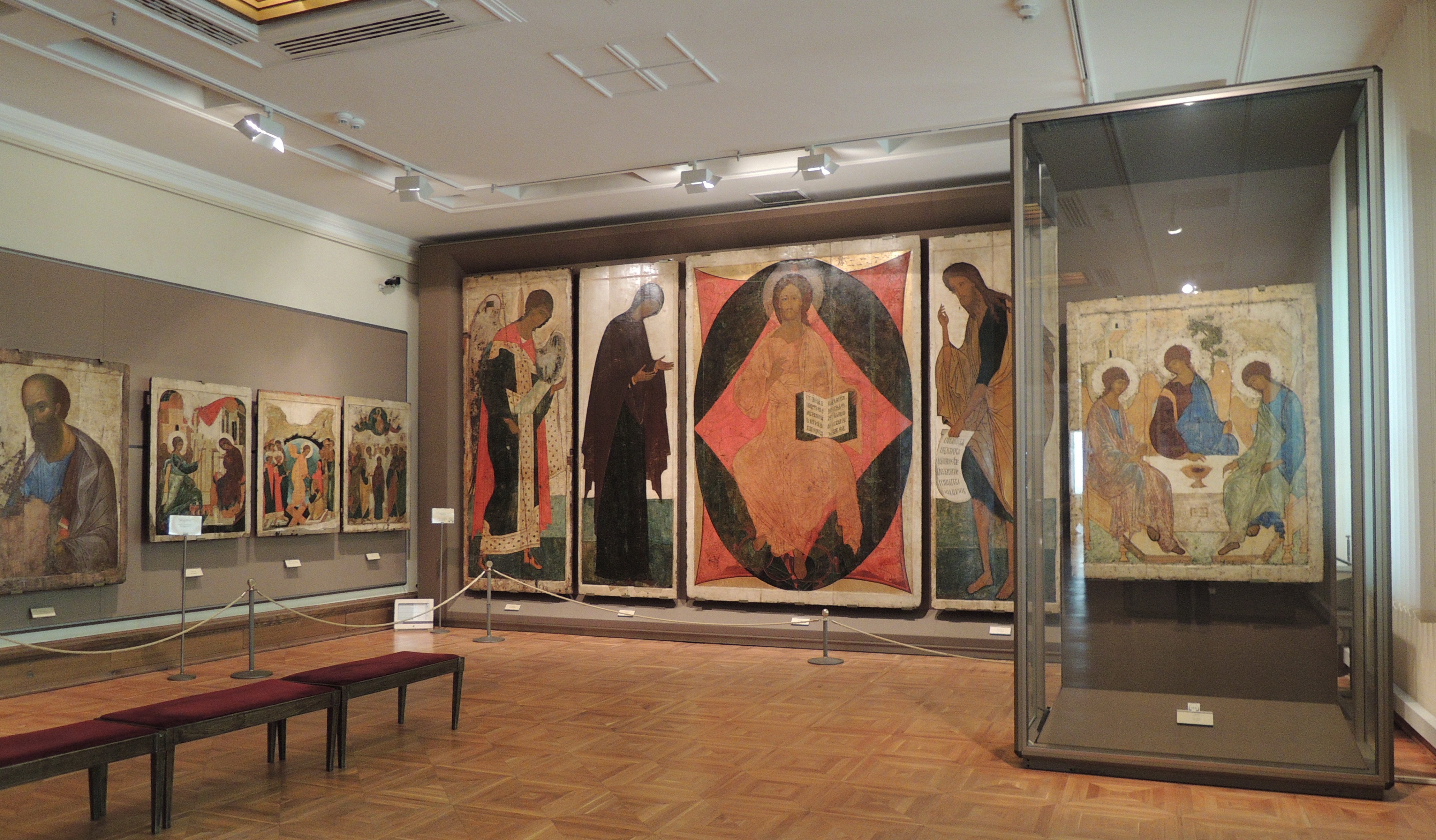
Dreifaltigkeitsikone von Andrei Rubljow in der Tretjakow-Galerie (bis Juni 2022)

1929 wurde die Dreifaltigkeitsikone in die Tretjakow-Galerie gebracht, wo sie mit der Inventar-Nummer 13012 bis 2022 ausgestellt war. Dieser Ortswechsel vom sakralen in einen musealen Raum beruht auf der Erkenntnis des kunsthistorischen Wertes der russischen traditionellen Ikonenmalerei. Nach christlichem und damit auch russisch-orthodoxem Verständnis ist der liturgische Wert eines Bildes wegen des biblischen Bilderverbots nicht an das Original gebunden, sondern eine Kopie ist liturgisch betrachtet – im Unterschied zur kunsthistorischen Sicht – gleichwertig. So wurde bereits 1598 bis 1600 im Auftrag von Boris Godunow eine Kopie der Dreifaltigkeitsikone angefertigt, um darauf die Riza von Iwan IV. zu übertragen. In der Dreifaltigkeitskathedrale des Dreifaltigkeitsklosters befinden sich seit 1929 zwei Kopien der Dreifaltigkeitsikone: die von Boris Godunow in den Jahren 1598 bis 1600 in Auftrag gegebene Kopie, die die goldene Riza von Ivan IV. übernahm, und eine Kopie aus den Jahren 1926 bis 1928.
Seit 1997 wird die Ikone einmal im Jahr, am Fest der Heiligen Dreifaltigkeit, in einen Raum gebracht, wo eine Liturgie in Gegenwart der Ikone gefeiert wird. Im Juli 2022 wurde die Dreifaltigkeitsikone von Andrej Rubljow trotz des heftigen Widerstands von Kunsthistorikern für die zweitägigen Feierlichkeiten zum 600. Jahrestag der Reliquien des Klostergründers Sergius von Radonesch von Moskau nach Sergijew Possad in das Dreifaltigkeitskloster gebracht. Das Dokument, das vom stellvertretenden Kulturminister Sergei Obryvalin unterzeichnet wurde, besagt, dass die Ikone „ausnahmsweise“ freigegeben werden darf.
Am 15. Mai 2023 verkündete Russlands Präsident Putin, die Ikone an die russisch-orthodoxe Kirche zurückzugeben. Um den Jahreswechsel 2023/24 wurde sie in zwei orthodoxen Kirchen bei Außentemperaturen bis zu −20 °C ausgestellt und wies anschließend 61 Beschädigungen auf.
Kopien der Dreifaltigkeitsikone haben in vielen Geistlichen Gemeinschaften und Kommunitäten ihren Platz.

## Interpretation
Das Bild ist mehrdeutig. Es zeigt zunächst eine Szene aus dem Alten Testament: dem Besuch der drei Engelsboten bei Abraham und Sara (Gen 18,1–33 ) im Hain von Mamre und deutet diesen Besuch als Erscheinung der Trinität. Die drei Engel sitzen um einen Tisch, auf dem ein Kelch steht. Im Hintergrund sind ein Haus, ein Baum und ein Berg zu erkennen; das kann als Haus/Zelt Abrahams, der Hain Mamre als Ort der Begegnung und der Berg Morija als Verweis auf den  von den Engeln verheißenen Isaak gesehen werden.
Die Figuren der Engel sind so angeordnet, dass ihre Linien eine Art geschlossenen Kreis bilden. Der Kelch ist das kompositorische Zentrum der Ikone. Jede der drei Personen hält einen Stab, das Sinnbild der Autorität, alle drei haben danach die gleiche göttliche Autorität. Eine ältere Tradition des Motivs zeigt auch Abraham und Sara, wie sie die drei Engel bedienen. Die Ikone zeigt keine aktive Handlung und keine Bewegung – die Figuren sind voll bewegungsloser Kontemplation, und ihre Blicke sind in die Ewigkeit gerichtet.
Zu verschiedenen Zeiten wurde dieses Thema unterschiedlich interpretiert, doch seit dem 9. Jahrhundert setzte sich in der christlichen Deutung die Auffassung durch, dass die Erscheinung der drei Engel vor Abraham das Bild des einen und dreifaltigen Gottes – der Heiligen Dreifaltigkeit – symbolisiert. Der Tisch ist dann das Symbol für den Altar, der Kelch ist das Symbol für das göttliche Opferlamm der Eucharistie und jede der drei Personen zeigt mit einer Handbewegung ihre Beziehung zu ihm an. Die drei Gestalten sind sich sehr ähnlich, aber nicht gleich; es sind jedoch keine Rang- oder Altersunterschiede zu erkennen.
Die Zuordnung der drei Figuren zu den drei Personen der Trinität ist nicht eindeutig und offen auf verschiedene Auslegungen.
Manche vertreten die Interpretation, der Vater werde durch die Figur in der Mitte dargestellt; er deutet mit zwei Fingern auf den Kelch, um so auf die göttliche und menschliche Natur des Opferlamms hinzuweisen. Der Sohn, links, vom Betrachter aus gesehen (der Sohn sitzt zur Rechten des Vaters), hat die Hand in einer Segensgeste erhoben und zeigt damit, dass er die Sendung, die ihm bestimmt ist, annimmt. Der Heilige Geist, rechts vom Vater zeigt auf eine rechteckige Öffnung im Tisch, die die Welt symbolisiert und weist dadurch darauf hin, dass die Sendung des Sohnes in die Welt und zur Errettung der Welt geschieht.
Andere vertreten die Auffassung, die Figur in der Mitte sei der Sohn. Der Vater sitzt links im Bild, die beiden anderen Gestalten neigen sich ihm zu. Diese Ansicht kann sich auf mehrere Argumente stützen: 1. haben schon bald Nachfolger von Rubljow die Figur in der Mitte als Christus beschriftet. 2. Trägt die Figur in der Mitte die Kleidung, die der Christus immer trägt, nämlich rotes Untergewand und grünes bzw. blaues Übergewand und 3. ergibt der Christus auch als Inhalt des im nächsten Abschnitt erwähnten Kelchs am meisten Sinn.
Die zwei Figuren links und rechts bilden mit ihren Silhouetten zusammen einen Kelch, der die mittlere Figur umfasst. Gleichzeitig ist ein Kreuz dargestellt, gebildet aus den drei Köpfen in der Waagrechten – und in der Senkrechten aus der mittleren Gestalt, des Kelchs auf dem Tisch und der Welt.
Die „falsche“ Perspektive (der Fluchtpunkt liegt vor dem Bild) bezieht den Betrachter ein, lässt ihn am heiligen Geschehen teilhaben.

## Farbensymbolik
Rubljow nutzte in der Farbpalette verschiedene Gold- und Blautöne. Blau und Gold sind schon in der frühchristlichen Zeit die Farben der Vergegenwärtigung der Transzendenz. Auf Rubljows Dreifaltigkeitsikone ist bei jedem der drei dargestellten Engel ein Teil der Gewandung blau, die Flügel goldgelb und der Heiligenschein hellgelb. Ein purpurrotes Gewand mit einem blauen Mantelüberwurf trägt der mittlere Engel, der dadurch besonders hervorgehoben ist. Der linke Engel trägt über dem blauen Gewand einen goldschimmernd-transparenten Mantel, der rechte Engel über dem blauen Gewand einen grünen Mantel. Die Farbsymbolik des Bildes ordnet das Blau-Rot dem Schöpfergott in der Mitte zu, das Lichtgold-Blau Christus und das Grün-Blau dem heiligen Geist. Der Kontrast von Rot und Blau mit seiner ursprünglichen Bedeutung von Aktivität und Ruhe, Leben und Tod, Beschützung und Bedrohung wird hier so zu einer Einheit zusammengefasst und symbolisiert die Allmacht Gottes.

## Anspruch der Russisch-Orthodoxen Kirche
Die Restauratoren der Ikone sind sich einig, dass der einzig richtige Ort für das Kunstwerk die Tretjakow-Galerie mit ihrer kontrollierten Atmosphäre sei. 2008 und 2021 konnte sich die Museumsgemeinschaft einer Verbringung in das Dreifaltigkeitskloster verwehren, die ideologische Rolle der ROK beim Russischen Überfall auf die Ukraine 2022 schwächte jedoch den Widerstand der Kultur; das Werk wurde für drei Tage in die Kapelle gebracht. Selbstverständlich tauchte sofort das Begehren auf, die Ikone der Kirche zu überlassen, einer der Direktoren des Museums sagte dazu: „1904 gab die dortige Glaubensgemeinschaft selbst die Ikone den Museumsmitarbeitern, um sie zu retten. Warum verstanden die Priester des frühen zwanzigsten Jahrhunderts diese Notwendigkeit, aber zu Beginn des XXI. Jahrhunderts ist sie nicht vorhanden? Sind wir Barbaren, und vor dem Fenster ist das Mittelalter? Könnte es der Stolz sein, der uns alle erfasst hat?“
Im Mai 2024 ordnete Präsident Vladimir Putin an, dass die Ikone dauerhaft in die Hände der Russisch-Orthodoxen Kirche übergehen soll. Die Direktorin des Puschkin-Museum argumentierte hingegen gegenüber TASS, dass die Ikone vorwiegend von kunstgeschichtlicher und nicht religiöser Bedeutung sei. Am 23. Juni 2024, zum Fest der Fest der Dreifaltigkeit, wurde die  Dreifaltigkeitsikone von Andrei Rubljow an ihrem ursprünglichen Ort in der Ikonostase der Dreifaltigkeitskathedrale im Dreifaltigkeitskloster in der Stadt Sergijew Possad installiert. Sie befindet sich in einer mit Panzerglas geschützten Schatulle mit Feuchtigkeits- und Temperaturregelung.